# Richard de Hesse-Cassel
Richard de Hesse-Cassel (en allemand : Richard von Hessen-Kassel), prince de Hesse-Cassel, est né le 14 mai 1901 à Francfort-sur-le-Main (Prusse, Allemagne) et mort le 11 février 1969 à Francfort-sur-le-Main (Hesse, Allemagne de l'Ouest). Membre de la Maison de Hesse, c'est un aristocrate, un militaire et un homme politique allemand lié au  Troisième Reich.

## Famille
Le prince Richard est le cinquième fils et le dernier enfant du landgrave Frédéric-Charles de Hesse-Cassel (1868-1940), éphémère roi de Finlande sous le nom de Charles Ier en 1918, et de son épouse la princesse Marguerite de Prusse (1872-1954). Le prince a un frère jumeau, Christophe de Hesse-Cassel (1901-1943).
Par son père, Richard est le petit-fils du landgrave Frédéric de Hesse-Cassel (1820-1884), un temps pressenti comme héritier du trône de Danemark, et de sa seconde épouse la princesse Anne de Prusse (1836-1918) tandis que, par sa mère, il descend de l'empereur allemand Frédéric III (1831-1888) et de son épouse la princesse royale Victoria du Royaume-Uni (1840-1901).
Resté célibataire toute sa vie, le prince Richard n'a pas eu de descendance.

## Biographie

### Jeunesse
Le prince Richard et son frère jumeau Christophe naissent le 14 mai 1901 à Francfort-sur-le-Main, en Hesse prussienne, où leur père tient garnison. Cinquième et sixième fils du prince Frédéric-Charles de Hesse-Cassel et de son épouse la princesse Marguerite de Prusse, les deux enfants comptent, parmi leurs aînés, une autre paire de jumeaux, les princes Philippe et Wolfgang de Hesse-Cassel.
Richard, que sa famille surnomme affectueusement « Ri », grandit au sein d'une famille aimante et unie. Il reçoit une éducation cosmopolite, donnée par des gouvernantes et des tuteurs de différentes nationalités. Outre l'allemand, il apprend ainsi l'anglais, que la famille utilise largement dans sa vie privée.

### La Première Guerre mondiale et la chute du régime impérial
Trop jeunes pour être mobilisés lorsqu'éclate la Première Guerre mondiale, Richard et Christophe de Hesse-Cassel passent l'essentiel du conflit à Kronberg, où ils sont scolarisés au Reform Realgymnasium. Contrairement à son frère jumeau, qui ne se présente pas à l'examen, Richard y obtient l'abitur en 1920.
En 1918, la défaite de l'Allemagne face à l'Entente est accompagnée d'une vague de révolutions qui renversent une à une les dynasties germaniques. Étroitement liés à l'ancien Kaiser Guillaume II, dont la princesse Marguerite est la sœur, les Hesse-Cassel sont alors pris à partie par les révolutionnaires. Leurs chevaux et leurs voitures sont ainsi confisqués et la famille traverse de grands moments d'angoisse. Dans ce contexte instable, Richard et Christophe s'engagent comme auxiliaires (hilfsdient) pour protéger les transports qui passent par Kronberg en attendant l'arrivée des troupes d'occupation française.

### Formation et vie sentimentale
Après la Première Guerre mondiale, Richard étudie le génie civil et le génie mécanique à l'Université de technologie de Darmstadt. Passionné par l'ingénierie des transports et l'ingénierie automobile, il rejoint par ailleurs l'Allgemeiner Deutscher Automobil-Club.
D'un point de vue sentimental, Richard tombe sous le charme d'une cousine éloignée, la princesse Sophie de Grèce, rencontrée vers 1927. Cependant, l'adolescente s'éprend finalement de Christophe de Hesse-Cassel, et c'est ce dernier qu'elle épouse, en 1930.

### Adhésion au nazisme
À l'image de ses trois frères, Richard s'enthousiasme pour le nazisme. En 1932, le prince adhère ainsi simultanément à la SA et au NSDAP. Durant l'été 1933, il participe, par ailleurs, activement à l'organisation d'événements liés au parti nazi et notamment au 5e Congrès de Nuremberg.
Par la suite, Richard devient général (Obergruppenführer) dans le Nationalsozialistisches Kraftfahrkorps (NSKK), une unité spéciale du corps des SA, et obtient la direction du Motorgruppe Hessen en 1935,. Il joue en outre un rôle important dans la mise en place des autoroutes du Reich.
D'un point de vue plus politique, le prince se présente, sans succès, aux élections législatives de mars 1936 et d'avril 1938[réf. nécessaire].

### La Seconde Guerre mondiale et ses conséquences
Le prince Richard s'engage dans l'armée allemande peu après le déclenchement de la Seconde Guerre mondiale. Avec son frère Wolfgang, il participe  à l'invasion et à l'occupation de la Norvège à partir d'avril 1940.
À la suite du renforcement du « décret des princes », Richard est cependant informé de son renvoi de l'armée par le Reichsleiter Martin Bormann en octobre 1943. Il est également relevé de ses fonctions dans le Nationalsozialistisches Kraftfahrkorps.
Dans les mêmes moments, son frère aîné Philippe et sa belle-sœur Mafalda d'Italie sont arrêtés par le régime hitlérien tandis qu'un autre de ses frères, Christophe de Hesse-Cassel, meurt dans des circonstances mystérieuses.

### L'Après-guerre et ses conséquences
La défaite de l'Allemagne et son occupation par les Alliés amènent de nouvelles difficultés dans la vie de Richard. Arrêté par les Américains peu après la capitulation de son pays, le prince est interné durant seize mois dans le camp de Moosburg, en Bavière. Il est finalement libéré durant l'été 1946. 
Plusieurs mois plus tard, le prince subit un procès en dénazification. En août 1948, il est ainsi placé dans la catégorie III (« délinquant mineur ») des responsables du régime nazi. Ayant fait appel de cette décision, il est finalement classé dans la catégorie IV (« compagnons de route »), en mai 1949.
Entre-temps, les joyaux de la maison de Hesse-Cassel ont été volés par des officiers américains en 1946 et seuls 10 % des objets subtilisés sont finalement rendus à leurs légitimes propriétaires, en 1951.

### Dernières années
Après la Seconde Guerre mondiale, Richard seconde un moment son frère Wolfgang dans la gestion de la Hessische Hausstiftung.
Par la suite, il est nommé à la surveillance du trafic du land de Hesse. Cette fonction le conduit plus tard à exercer la présidence de la Deutsche Verkehrswacht (de).
Dans les mêmes années, Richard de Hesse-Cassel adhère au mouvement spirituel du « Réarmement moral », fondé par le pasteur luthérien Frank Buchman. Il y côtoie son cousin, le roi Michel Ier de Roumanie.
Le prince s'éteint en 1969.

## Arbre généalogique
|  |                                                |  |  |  |  |  |  |  |  |  |  |  |  |  |  |  |
|  | 16. Frédéric de Hesse-Cassel-Rumpenheim        |  |  |  |  |  |  |  |  |  |  |  |  |  |  |  |
|  |                                                |  |  |  |  |  |  |  |  |  |  |  |  |  |  |  |
|  |                                                |  |  |  |  |  |  |  |  |  |  |  |  |  |  |  |
|  | 8. Guillaume de Hesse-Cassel-Rumpenheim        |  |  |  |  |  |  |  |  |  |  |  |  |  |  |  |
|  |                                                |  |  |  |  |  |  |  |  |  |  |  |  |  |  |  |
|  |                                                |  |  |  |  |  |  |  |  |  |  |  |  |  |  |  |
|  | 17. Caroline de Nassau-Usingen                 |  |  |  |  |  |  |  |  |  |  |  |  |  |  |  |
|  |                                                |  |  |  |  |  |  |  |  |  |  |  |  |  |  |  |
|  |                                                |  |  |  |  |  |  |  |  |  |  |  |  |  |  |  |
|  | 4. Frédéric de Hesse-Cassel                    |  |  |  |  |  |  |  |  |  |  |  |  |  |  |  |
|  |                                                |  |  |  |  |  |  |  |  |  |  |  |  |  |  |  |
|  |                                                |  |  |  |  |  |  |  |  |  |  |  |  |  |  |  |
|  | 18. Frédéric de Danemark                       |  |  |  |  |  |  |  |  |  |  |  |  |  |  |  |
|  |                                                |  |  |  |  |  |  |  |  |  |  |  |  |  |  |  |
|  |                                                |  |  |  |  |  |  |  |  |  |  |  |  |  |  |  |
|  | 9. Louise-Charlotte de Danemark                |  |  |  |  |  |  |  |  |  |  |  |  |  |  |  |
|  |                                                |  |  |  |  |  |  |  |  |  |  |  |  |  |  |  |
|  |                                                |  |  |  |  |  |  |  |  |  |  |  |  |  |  |  |
|  | 19. Sophie-Frédérique de Mecklembourg-Schwerin |  |  |  |  |  |  |  |  |  |  |  |  |  |  |  |
|  |                                                |  |  |  |  |  |  |  |  |  |  |  |  |  |  |  |
|  |                                                |  |  |  |  |  |  |  |  |  |  |  |  |  |  |  |
|  | 2. Frédéric-Charles de Hesse-Cassel            |  |  |  |  |  |  |  |  |  |  |  |  |  |  |  |
|  |                                                |  |  |  |  |  |  |  |  |  |  |  |  |  |  |  |
|  |                                                |  |  |  |  |  |  |  |  |  |  |  |  |  |  |  |
|  | 20. Frédéric-Guillaume III de Prusse           |  |  |  |  |  |  |  |  |  |  |  |  |  |  |  |
|  |                                                |  |  |  |  |  |  |  |  |  |  |  |  |  |  |  |
|  |                                                |  |  |  |  |  |  |  |  |  |  |  |  |  |  |  |
|  | 10. Charles de Prusse                          |  |  |  |  |  |  |  |  |  |  |  |  |  |  |  |
|  |                                                |  |  |  |  |  |  |  |  |  |  |  |  |  |  |  |
|  |                                                |  |  |  |  |  |  |  |  |  |  |  |  |  |  |  |
|  | 21. Louise de Mecklembourg-Strelitz            |  |  |  |  |  |  |  |  |  |  |  |  |  |  |  |
|  |                                                |  |  |  |  |  |  |  |  |  |  |  |  |  |  |  |
|  |                                                |  |  |  |  |  |  |  |  |  |  |  |  |  |  |  |
|  | 5. Anne de Prusse (1836-1918)                  |  |  |  |  |  |  |  |  |  |  |  |  |  |  |  |
|  |                                                |  |  |  |  |  |  |  |  |  |  |  |  |  |  |  |
|  |                                                |  |  |  |  |  |  |  |  |  |  |  |  |  |  |  |
|  | 22. Charles-Frédéric de Saxe-Weimar-Eisenach   |  |  |  |  |  |  |  |  |  |  |  |  |  |  |  |
|  |                                                |  |  |  |  |  |  |  |  |  |  |  |  |  |  |  |
|  |                                                |  |  |  |  |  |  |  |  |  |  |  |  |  |  |  |
|  | 11. Marie de Saxe-Weimar-Eisenach              |  |  |  |  |  |  |  |  |  |  |  |  |  |  |  |
|  |                                                |  |  |  |  |  |  |  |  |  |  |  |  |  |  |  |
|  |                                                |  |  |  |  |  |  |  |  |  |  |  |  |  |  |  |
|  | 23. Marie Pavlovna de Russie                   |  |  |  |  |  |  |  |  |  |  |  |  |  |  |  |
|  |                                                |  |  |  |  |  |  |  |  |  |  |  |  |  |  |  |
|  |                                                |  |  |  |  |  |  |  |  |  |  |  |  |  |  |  |
|  | 1. Richard de Hesse-Cassel                     |  |  |  |  |  |  |  |  |  |  |  |  |  |  |  |
|  |                                                |  |  |  |  |  |  |  |  |  |  |  |  |  |  |  |
|  |                                                |  |  |  |  |  |  |  |  |  |  |  |  |  |  |  |
|  | 24. Frédéric-Guillaume III de Prusse           |  |  |  |  |  |  |  |  |  |  |  |  |  |  |  |
|  |                                                |  |  |  |  |  |  |  |  |  |  |  |  |  |  |  |
|  |                                                |  |  |  |  |  |  |  |  |  |  |  |  |  |  |  |
|  | 12. Guillaume Ier d'Allemagne                  |  |  |  |  |  |  |  |  |  |  |  |  |  |  |  |
|  |                                                |  |  |  |  |  |  |  |  |  |  |  |  |  |  |  |
|  |                                                |  |  |  |  |  |  |  |  |  |  |  |  |  |  |  |
|  | 25. Louise de Mecklembourg-Strelitz            |  |  |  |  |  |  |  |  |  |  |  |  |  |  |  |
|  |                                                |  |  |  |  |  |  |  |  |  |  |  |  |  |  |  |
|  |                                                |  |  |  |  |  |  |  |  |  |  |  |  |  |  |  |
|  | 6. Frédéric III d'Allemagne                    |  |  |  |  |  |  |  |  |  |  |  |  |  |  |  |
|  |                                                |  |  |  |  |  |  |  |  |  |  |  |  |  |  |  |
|  |                                                |  |  |  |  |  |  |  |  |  |  |  |  |  |  |  |
|  | 26. Charles-Frédéric de Saxe-Weimar-Eisenach   |  |  |  |  |  |  |  |  |  |  |  |  |  |  |  |
|  |                                                |  |  |  |  |  |  |  |  |  |  |  |  |  |  |  |
|  |                                                |  |  |  |  |  |  |  |  |  |  |  |  |  |  |  |
|  | 13. Augusta de Saxe-Weimar-Eisenach            |  |  |  |  |  |  |  |  |  |  |  |  |  |  |  |
|  |                                                |  |  |  |  |  |  |  |  |  |  |  |  |  |  |  |
|  |                                                |  |  |  |  |  |  |  |  |  |  |  |  |  |  |  |
|  | 27. Marie Pavlovna de Russie                   |  |  |  |  |  |  |  |  |  |  |  |  |  |  |  |
|  |                                                |  |  |  |  |  |  |  |  |  |  |  |  |  |  |  |
|  |                                                |  |  |  |  |  |  |  |  |  |  |  |  |  |  |  |
|  | 3. Marguerite de Prusse                        |  |  |  |  |  |  |  |  |  |  |  |  |  |  |  |
|  |                                                |  |  |  |  |  |  |  |  |  |  |  |  |  |  |  |
|  |                                                |  |  |  |  |  |  |  |  |  |  |  |  |  |  |  |
|  | 28. Ernest Ier de Saxe-Cobourg et Gotha        |  |  |  |  |  |  |  |  |  |  |  |  |  |  |  |
|  |                                                |  |  |  |  |  |  |  |  |  |  |  |  |  |  |  |
|  |                                                |  |  |  |  |  |  |  |  |  |  |  |  |  |  |  |
|  | 14. Albert de Saxe-Cobourg-Gotha               |  |  |  |  |  |  |  |  |  |  |  |  |  |  |  |
|  |                                                |  |  |  |  |  |  |  |  |  |  |  |  |  |  |  |
|  |                                                |  |  |  |  |  |  |  |  |  |  |  |  |  |  |  |
|  | 29. Louise de Saxe-Gotha-Altenbourg            |  |  |  |  |  |  |  |  |  |  |  |  |  |  |  |
|  |                                                |  |  |  |  |  |  |  |  |  |  |  |  |  |  |  |
|  |                                                |  |  |  |  |  |  |  |  |  |  |  |  |  |  |  |
|  | 7. Victoria du Royaume-Uni                     |  |  |  |  |  |  |  |  |  |  |  |  |  |  |  |
|  |                                                |  |  |  |  |  |  |  |  |  |  |  |  |  |  |  |
|  |                                                |  |  |  |  |  |  |  |  |  |  |  |  |  |  |  |
|  | 30. Édouard-Auguste de Kent                    |  |  |  |  |  |  |  |  |  |  |  |  |  |  |  |
|  |                                                |  |  |  |  |  |  |  |  |  |  |  |  |  |  |  |
|  |                                                |  |  |  |  |  |  |  |  |  |  |  |  |  |  |  |
|  | 15. Victoria du Royaume-Uni                    |  |  |  |  |  |  |  |  |  |  |  |  |  |  |  |
|  |                                                |  |  |  |  |  |  |  |  |  |  |  |  |  |  |  |
|  |                                                |  |  |  |  |  |  |  |  |  |  |  |  |  |  |  |
|  | 31. Victoire de Saxe-Cobourg-Saalfeld          |  |  |  |  |  |  |  |  |  |  |  |  |  |  |  |
|  |                                                |  |  |  |  |  |  |  |  |  |  |  |  |  |  |  |
|  |                                                |  |  |  |  |  |  |  |  |  |  |  |  |  |  |  |